# Takehisa Kosugi
Takehisa Kosugi (japanisch 小杉 武久 Kosugi Takehisa; * 14. März 1938 in Tokio; † 12. Oktober 2018) war ein japanischer Geiger, Komponist, Klang-, Multimedia- und Installationskünstler.

## Leben und Wirken
Kosugi studierte Musikwissenschaft an der Universität der Künste Tokio, wo er 1962 graduierte. Bereits während der Studienzeit trat er mit multiinstrumentalen Improvisationen auf. 1960 gehörte er zu den Gründern der Group Ongaku in Tokio, die mit dadaistischen Aufführungen als eine der ersten den Fluxus in Japan bekanntmachte. 1969 war er Mitbegründer der Taj Mahal Travellers, einer Improvisationsgruppe, die an verschiedenen Orten intermediale Produktionen aufführte. Mit dieser unternahm er 1971–72 eine Reise mit Auftritten in England, anderen europäischen Staaten, dem Nahen Osten und am namensgebenden Taj Mahal in Indien.
1970 war Kosugi mit den Klanginstallationen am Festplatz der Expo ’70 beauftragt. Mitte der 1970er Jahre entstanden mehrere Musikalben u. a. in Zusammenarbeit mit Toshi Ichiyanagi und Michael Ranta. Ab 1977 war er Komponist und Performer der Merce Cunningham Dance Company, für die er Werke wie S.E. Wave/E.W. Song (1976), Interspersion (1979), Cycles (1981), Spacings (1984), Assemblage (1986), Rhapsody (1987) und Spectra (1989) schrieb; seit 1995 war er musikalischer Leiter der Company. Er arbeitete hier mit John Cage, David Tudor und David Behrman zusammen und nahm in dieser Zeit mit diesen, außerdem mit den Improvisationsmusikern Steve Lacy, Motoharu Yoshizawa und Haruna Miyaki mehrere Alben auf. Als Stipendiat des DAAD lebte und arbeitete er 1981 ein Jahr in Berlin. 1986 arbeitet er im Trio Global Village Suite mit Danny Davis und Peter Kowald.
Als Musiker trat Kosugi bei verschiedenen Festivals für Neue Musik auf (u. a. Festival d'Automne in Paris, 1978/79; Festival at La Sainte-Baume, 1978/79/80; Holland Festival, 1979; Workshop Freie Musik in Berlin, 1984; Pro Musica Nova in Bremen, 1984; Almeida International Festival of Contemporary Music in London, 1986; Welt Musik Tage `87 in Köln, 1987; Experimentelle Musik in München, 1986/88; Inventionen in Berlin, 1986/89/92; Biennale d'art contemporain in Lyon, 1993). Seine Klanginstallationen wurden bei Festivals wie Für Augen und Ohren in Berlin (1980), Ecouter par les yeux in Paris (1980), Soundings at Purchase in New York (1981), dem New Music America Festival in Washington (1983), Im Toten Winkel in Hamburg (1984), den Klanginstallationen in Bremen (1987), Kunst als Grenzbeschreitung: John Cage und die Moderne in München (1991), Inventionen in Berlin (1992) und den Donaueschinger Musiktagen (1993) gezeigt. Die Foundation for Contemporary Performance Arts zeichnete ihn  1994 mit dem John Cage Award for Music aus.